# Macedonia del Nord ai XXIV Giochi olimpici invernali
La Macedonia del Nord ha partecipato ai XXIV Giochi olimpici invernali che si sono svolti a Pechino, in Cina, dal 4 al 20 febbraio 2022. Questa è stata la sua settima partecipazione ai Giochi olimpici invernali.
La squadra della Macedonia del Nord era composta da tre atleti (due uomini e una donna) che gareggiavano in due sport. I portabandiera durante la cerimonia di apertura sono stati lo sciatore alpino Dardan Dehari e la fondista Ana Cvetanovska; durante la cerimonia di chiusura la bandiera è stata portata da un volontario. La delegazione olimpica era guidata dal direttore sportivo del Comitato olimpico nazionale Vladimir Bogoevski.

## Delegazione
Di seguito è riportato il numero di atleti che hanno partecipato ai Giochi per sport/disciplina.
| Sport        | Uomini | Donne | Totale |
| ------------ | ------ | ----- | ------ |
| Sci alpino   | 1      | 0     | 1      |
| Sci di fondo | 1      | 1     | 2      |
| Totale       | 2      | 1     | 3      |

## Sci alpino
Dardan Dehari, sciatore macedone di 31 anni, è riuscito a conquistare una qualificazione nello slalom. Questa è stata la sua prima partecipazione ai Giochi anche se dal 2007 ha potuto partecipare a otto campionati del mondo.
| Atleta        | Gara   | 1ª manche                             | 1ª manche                             | 2ª manche                             | 2ª manche                             | Totale                                | Totale                                | Totale                                |
| Atleta        | Gara   | Tempo                                 | Posizione                             | Tempo                                 | Posizione                             | Tempo                                 | Distacco                              | Posizione                             |
| ------------- | ------ | ------------------------------------- | ------------------------------------- | ------------------------------------- | ------------------------------------- | ------------------------------------- | ------------------------------------- | ------------------------------------- |
| Dardan Dehari | Slalom | Non ha partecipato perché infortunato | Non ha partecipato perché infortunato | Non ha partecipato perché infortunato | Non ha partecipato perché infortunato | Non ha partecipato perché infortunato | Non ha partecipato perché infortunato | Non ha partecipato perché infortunato |

## Sci di fondo
La Macedonia del Nord ha qualificato due atleti:
- Ana Cvetanovska (126,98 punti FIS) iscritta alla 10 km tecnica classica;
- Stavre Jada (63,77 punti FIS) iscritto allo sprint e alla 50 km tecnica libera; è stata la sua seconda partecipazione ai giochi olimpici.

| Atleta          | Gara            | Tempo     | Distacco | Posizione |
| --------------- | --------------- | --------- | -------- | --------- |
| Stavre Jada     | 50 km maschile  | 1h25'41"8 | +14'09"1 | 56º       |
| Ana Cvetanovska | 10 km femminile | 39'57"7   | +11'51"4 | 95ª       |

| Atleta      | Gara            | Qualificazione | Qualificazione | Qualificazione | Quarti di finale | Quarti di finale | Quarti di finale | Semifinali      | Semifinali      | Semifinali      | Finale          | Finale          | Finale          |
| Atleta      | Gara            | Tempo          | Distacco       | Posizione      | Tempo            | Distacco         | Posizione        | Tempo           | Distacco        | Posizione       | Tempo           | Distacco        | Posizione       |
| ----------- | --------------- | -------------- | -------------- | -------------- | ---------------- | ---------------- | ---------------- | --------------- | --------------- | --------------- | --------------- | --------------- | --------------- |
| Stavre Jada | Sprint maschile | 3'29"13        | +44"10         | 86º            | Non qualificato  | Non qualificato  | Non qualificato  | Non qualificato | Non qualificato | Non qualificato | Non qualificato | Non qualificato | Non qualificato |